# Záruby
El Záruby és una muntanya de 768 metres, la més alta de la serralada de Petits Carpats, prop de la ciutat de Smolenice, a Eslovàquia.

## Galeria

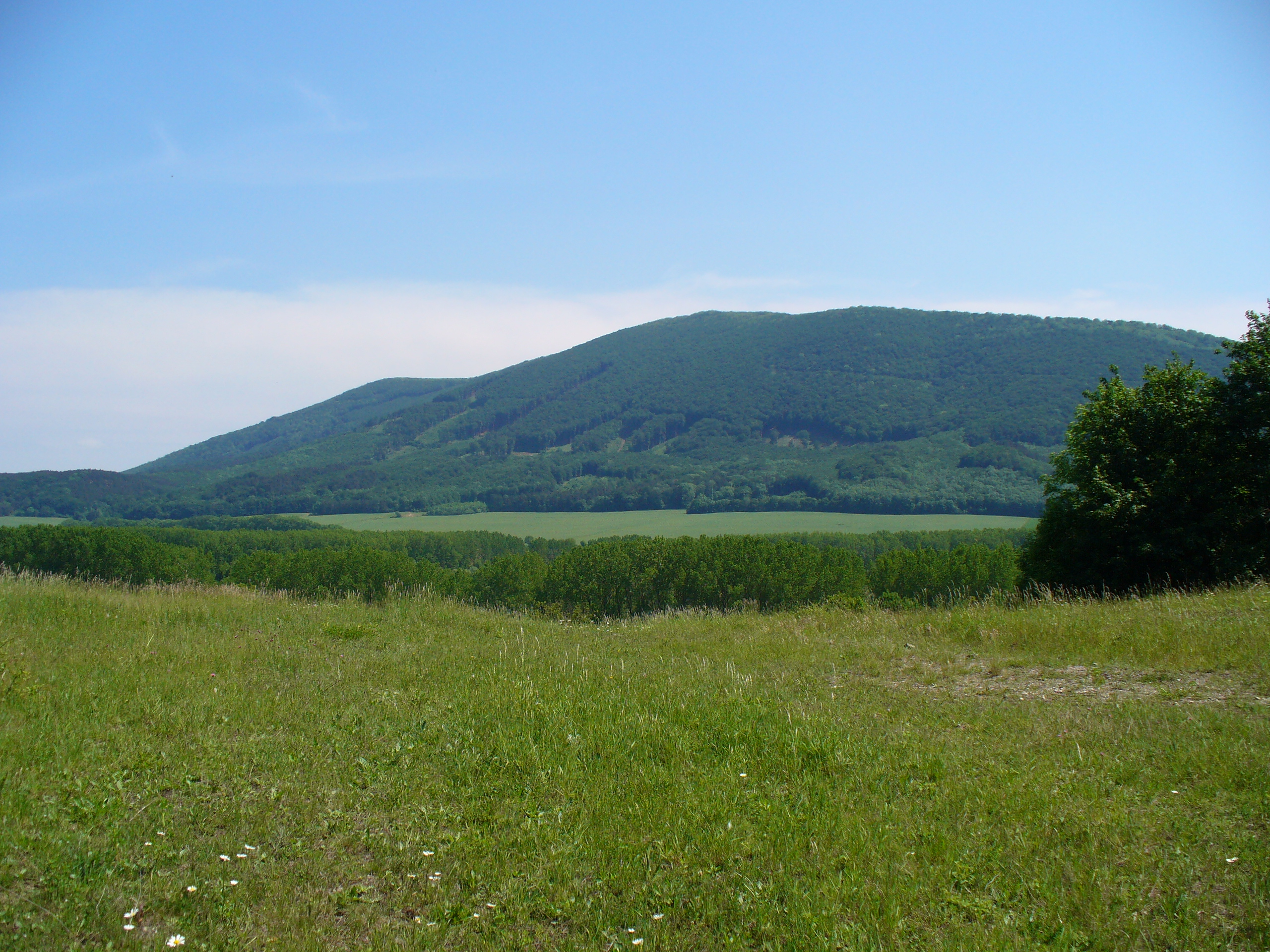
Záruby vist des de l'oest
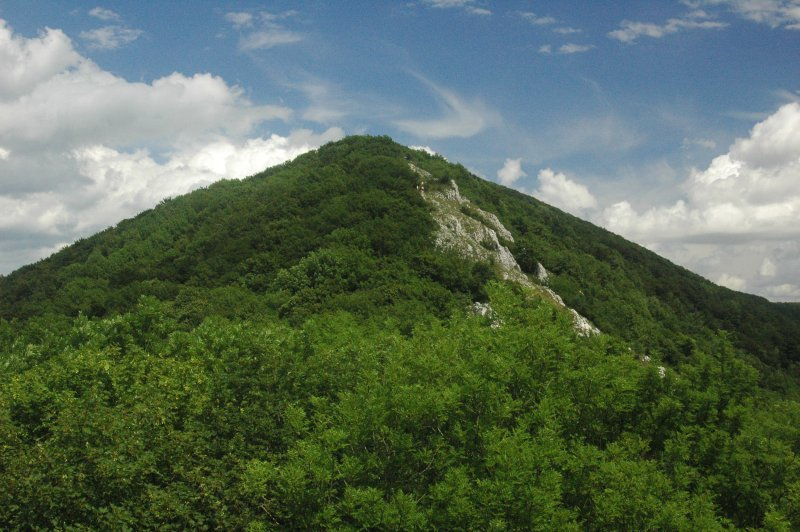
Cim des del castell de Ostrý Kameň
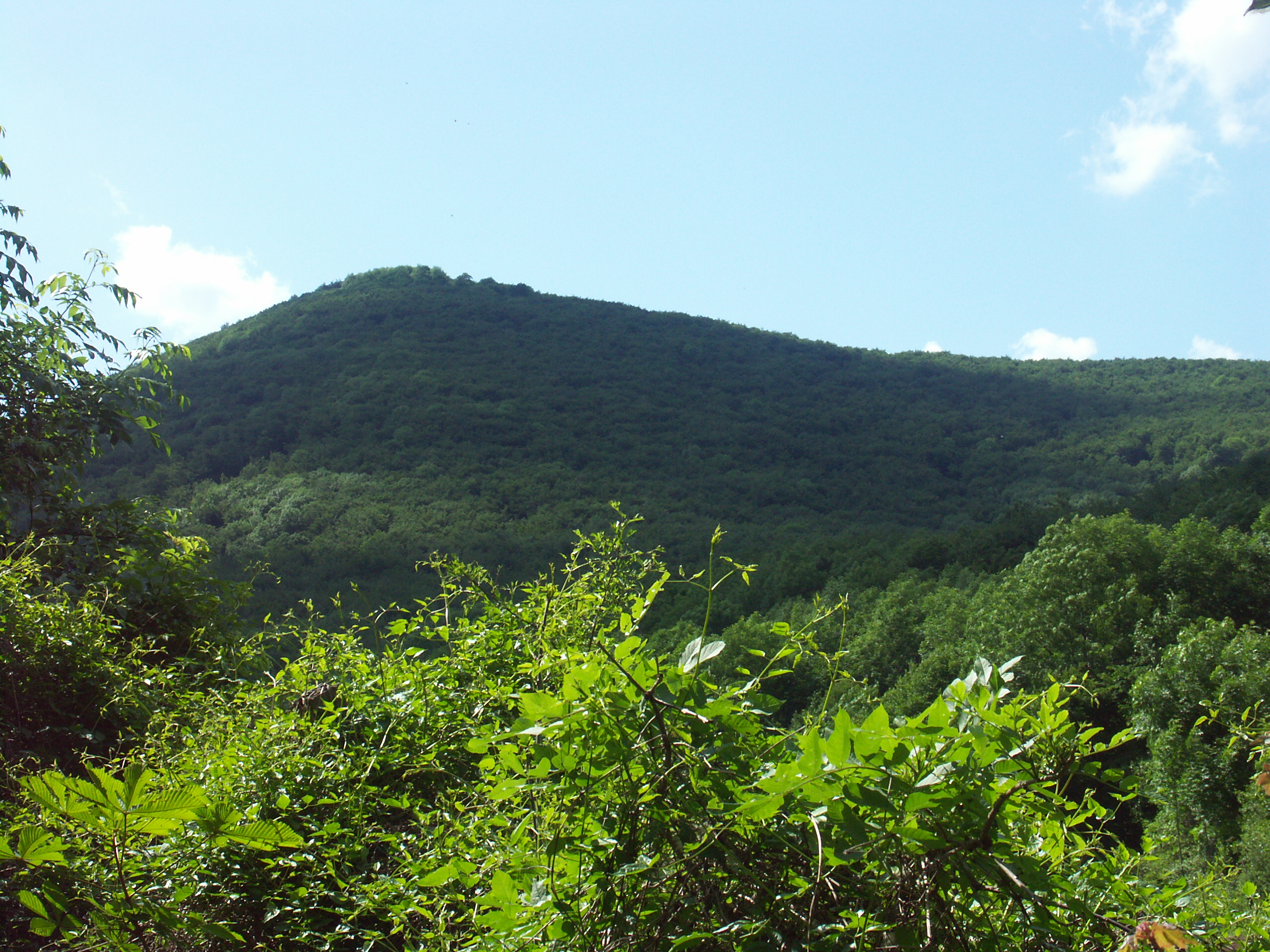
Záruby des de Vlčiareň